# 크리스티안 에릭센
크리스티안 다네만 에릭센(덴마크어: Christian Dannemann Eriksen, 1992년 2월 14일~)은 덴마크의 축구 선수로 포지션은 미드필더다. 덴마크 축구 국가대표팀의 일원이다.

## 클럽 경력
2008년 10월, 아약스와의 계약을 맺기 이전에는 덴마크 슈퍼리가 오덴세 BK에서 뛰었고 '2008년 올해의 17세 이하 덴마크 유망주'에 선정되었다. 2010년 3월, 에릭센은 덴마크 축구 국가대표팀에 데뷔했고 남아프리카 공화국에서 열린 2010년 FIFA 월드컵에 가장 어린 선수로서 참가했다. 2010년, 에릭센은 덴마크 '올해의 유망주 상'을 수상했다.

## 국가대표 경력
- 2010 FIFA 월드컵
- 2012 UEFA 유로
- 2018 FIFA 월드컵
- 2020 UEFA 유로
- 2022 FIFA 월드컵
- 2024 UEFA 유로

## 기록

### 대회기록

#### 아약스(2010~2013)
- 에레디비시 : 2010-11, 2011-12, 2012-13

- KNVB 베이커 : 2009-10
- 요한 크루이프 스할: 2013

#### 인테르나치오날레 밀라노(2020~2021)
- 세리에 A : 2020-21

#### 맨체스터 유나이티드(2022~2025)
- EFL컵 : 2022-23
- FA컵 : 2023-24

### 개인
- 라우레우스 스포츠 어워드 올해의 복귀 : 2023
- 토트넘 올해의 선수 : 2013-14, 2016-17
- PFA 올해의 팀 : 2017-18
- 덴마크 올해의 선수 : 2013, 2014, 2015, 2017, 2018
- 덴마크 올해의 재능 : 2010, 2011
- 네덜란드 축구 올해의 선수 : 2011

## 출전 통계
| 클럽                | 시즌        | 디비전       | 출전 | 득점 |
| ------------------- | ----------- | ------------ | ---- | ---- |
| AFC 아약스          | 2009–10     | 에레디비시   | 21   | 1    |
| AFC 아약스          | 2010–11     | 에레디비시   | 46   | 8    |
| AFC 아약스          | 2011-12     | 에레디비시   | 43   | 8    |
| AFC 아약스          | 2012-13     | 에레디비시   | 45   | 13   |
| AFC 아약스          | 2013-14     | 에레디비시   | 5    | 2    |
| 토트넘 홋스퍼       | 2013-14     | 프리미어리그 | 36   | 10   |
| 토트넘 홋스퍼       | 2014-15     | 프리미어리그 | 48   | 12   |
| 토트넘 홋스퍼       | 2015-16     | 프리미어리그 | 47   | 8    |
| 토트넘 홋스퍼       | 2016-17     | 프리미어리그 | 48   | 12   |
| 토트넘 홋스퍼       | 2017-18     | 프리미어리그 | 47   | 14   |
| 토트넘 홋스퍼       | 2018-19     | 프리미어리그 | 51   | 10   |
| 토트넘 홋스퍼       | 2019-20     | 프리미어리그 | 28   | 3    |
| 인테르나치오날레    | 2019-20     | 세리에 A     | 26   | 4    |
| 인테르나치오날레    | 2020-21     | 세리에 A     | 34   | 4    |
| 브렌트포드          | 2021-22     | 프리미어리그 | 11   | 1    |
| 맨체스터 유나이티드 | 2022-23     | 프리미어리그 | 44   | 2    |
| 맨체스터 유나이티드 | 2023-24     | 프리미어리그 | 28   | 1    |
| 맨체스터 유나이티드 | 2024-25     | 프리미어리그 | 19   | 4    |
| 커리어 합계         | 커리어 합계 | 커리어 합계  | 629  | 117  |

## 사건 사고
2021년 6월 12일, 덴마크 코펜하겐의 파르켄 스타디움에서 열린 핀란드와의 UEFA 유로 2020 조별 리그 경기에 출전한 에릭센은 전반 42분 갑자기 쓰러졌다. 경기가 중단되고 긴급 의료진이 즉시 도착해 경기장에서 제세동기로 심폐소생술을 실시했다. 그 후 에릭센이 들것에 실려 경기장을 벗어났고 사건이 발생한 지 약 1시간 후, UEFA와 덴마크 축구 협회 관계자들은 국립의료원에서 에릭센이 안정되고 깨어났음을 확인하였다. 경기는 그날 저녁 늦게 재개되었는데, 결국은 핀란드가 1-0으로 이겼다.
이 사고 이후 에릭센은 제세동기 삽입 수술을 받았는데, 신체에 제세동기를 장착하면 리그에서 뛸 수 없다는 세리에 A의 규정에 따라 에릭센은 인터밀란을 떠나게 되었다.

## 같이 보기
- A매치 100경기 이상 출전한 축구 선수 명단